# Bártfai Tamás
Bártfai Tamás (Budapest, 1948. augusztus 13. –) magyar születésű svéd-amerikai biokémikus, neurológus, agykutató.

## Életpályája
1966–1971 között az ELTE hallgatója volt. 1971–1973 között a stockholmi egyetemen Ph.D fokozatot szerzett. 1974-ben a Hadassah Orvostudományi Iskola vendégkutatója volt Shimon Gatt mellett. 1975–1985 között a Stockholmi Egyetem biokémiai egyetemi docense volt. 1986–1991 között a Stockholmi Egyetem biokémiai professzora volt. 1992–1997 között a Stockholmi Egyetem Neurokémia és Neurotoxikológiai Tanszékének elnöke volt. 1996–2000 között a központi idegrendszer kutatásának vezetője volt. 1998–2000 között az F. Hoffmann-La Roche Ltd. alelnöke volt. 1999–2002 között a Karolinska Intézetben orvos kémiai professzorként dolgozott. 2000–2009 között a Harold L. Dorris Neurológiai Kutatóintézet igazgatója volt. 2000–2012 között a molekuláris és integratív idegtudomány egyetemi tanára volt. 2000–2015 között a Skaggs Intézet Chemical Biology tagja volt. 2001 óta a Magyar Tudományos Akadémia tiszteletbeli tagja. 2005–2012 között a molekuláris és integratív idegtudományok elnökeként tevékenykedett. 2013–2015 között a Scripps Research kémiai fiziológia igazgatója volt.
Kutatási területe a neurokémia és a neurofarmakológia.